# Ozyptila clavidorsa
Ozyptila clavidorsa là một loài nhện trong họ Thomisidae.
Loài này thuộc chi Ozyptila. Ozyptila clavidorsa được Carl Friedrich Roewer miêu tả năm 1959.